# 齋藤武市
齋藤 武市（さいとう ぶいち、1925年1月27日 - 2011年1月）は、日本の映画監督。埼玉県秩父市出身。

## 経歴
1948年早稲田大学文学部卒業後、松竹大船撮影所の脚本養成所に所属した後、助監督として主には小津安二郎に師事する(晩春」「麦秋」「お茶漬けの味」「東京物語」で助監督を務めた。)
1954年、先輩の西河克己の勧誘を受け、同期の鈴木清順、中平康と共に日活に移籍。『姉さんのお嫁入り』で監督に昇進した。小津の弟子らしい格調高い文芸映画を撮り続けたが、興行的にはいまいちだった。1959年、小林旭主演の「南国土佐を後にして」が大ヒット。そのヒットをうけて作られた「ギターを持った渡り鳥」も大ヒット。「渡り鳥シリーズ」としてシリーズ化され、全9作品を監督するなど娯楽映画監督としての地位を確立した。また『愛と死をみつめて』を大ヒット作品とした。1970年、フリーになり、東映と契約、緋牡丹博徒シリーズの最終作『緋牡丹博徒 仁義通します』、千葉真一主演の『狼やくざ 葬いは俺が出す』などを監督した。この間には『子連れ狼 親の心子の心』でも監督を務めた。
その後はテレビドラマを中心に監督を務め、1990年の映画『流転の海』が遺作映画となった。

## 作品

### 映画
- 姉さんのお嫁入り  (1956年、 日活)
- 花の運河 (1956年、 日活)

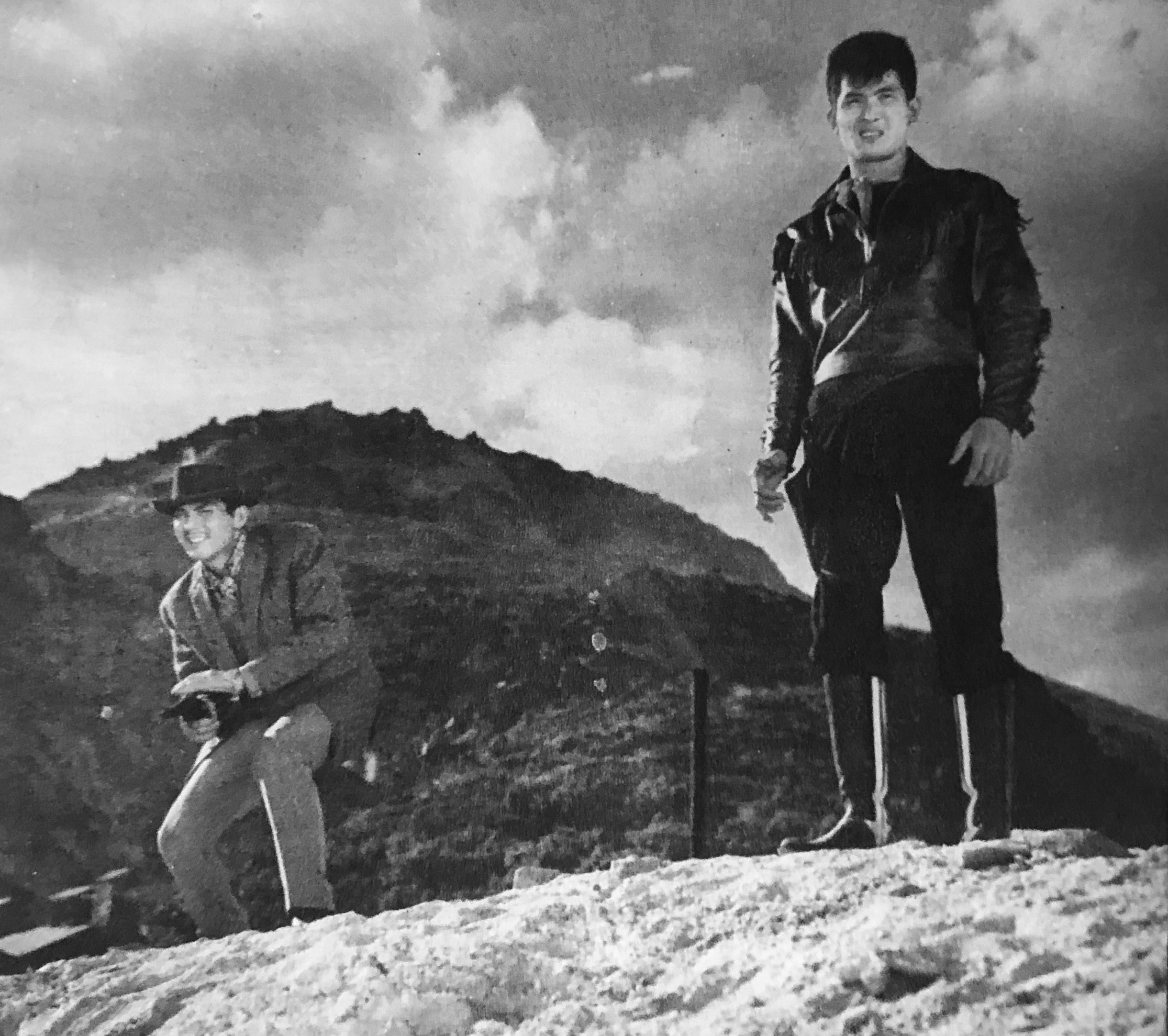
『大草原の渡り鳥』 (1960年)

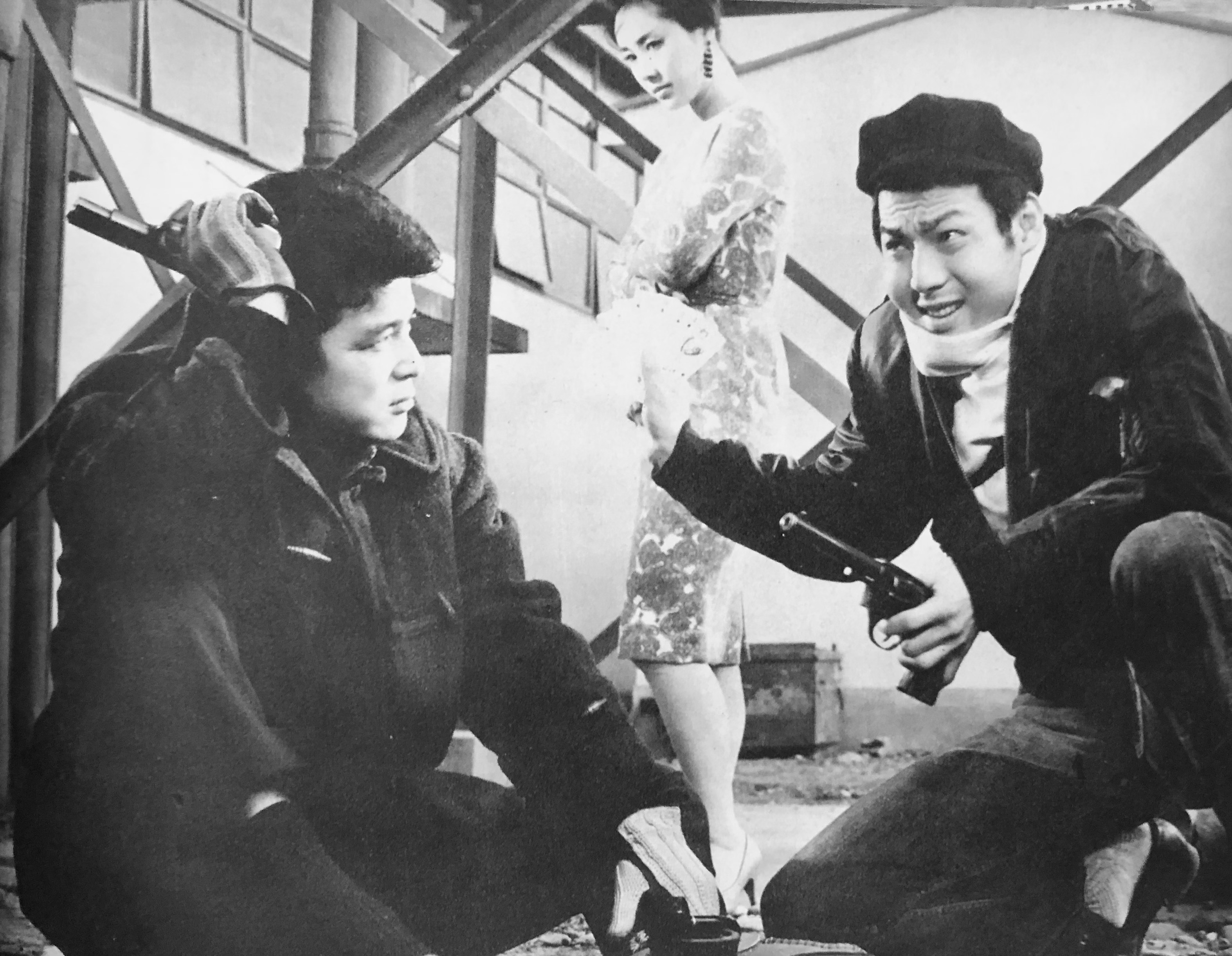
『ろくでなし稼業』 (1961年)

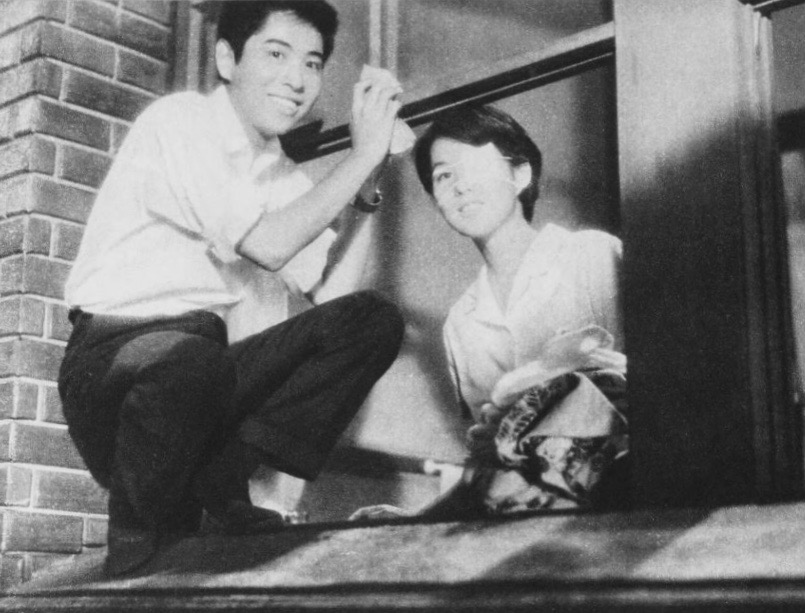
『愛と死をみつめて』 (1964年)

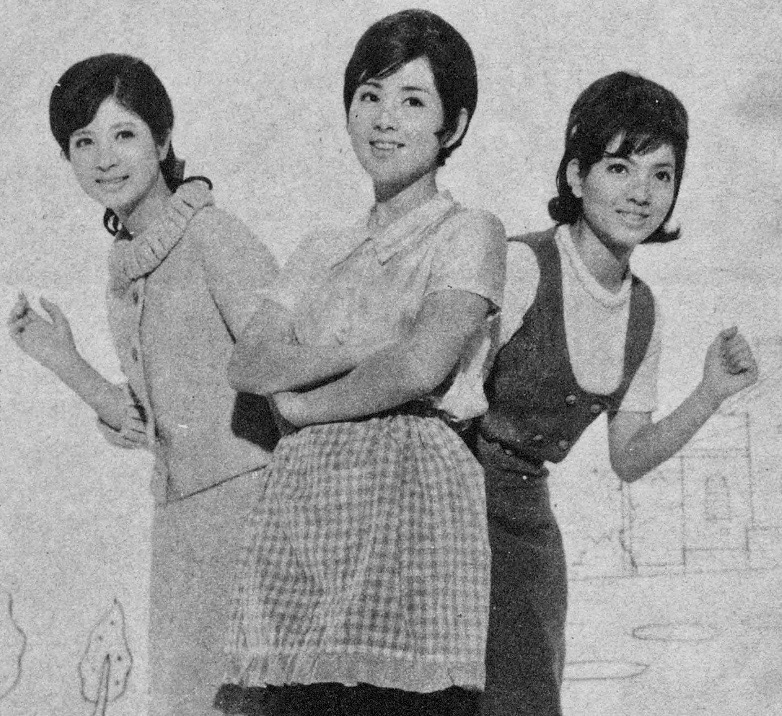
『青春のお通り 愛して泣いて突っ走れ!』（1966年）

『恋のハイウェイ』 (1967年)

- 愛は降る星のかなたに (1956年、 日活)
- 女子寮祭 (1957年、 日活)
- 白い夏 (1957年、 日活)
- 峠 (1957年、 日活)
- 白い悪魔 (1958年、 日活)
- 知と愛の出発 (1958年、 日活)
- これが最後だ (1958年、 日活)
- 名づけてサクラ (1959年、 日活)
- かわいい女 (1959年、 日活)
- 南国土佐を後にして (1959年、 日活)
- 人形の歌 (1959年、 日活)
- ギターを持った渡り鳥 (1959年、日活)
- 波止場の無法者 (1959年、日活)
- 口笛が流れる港町 (1960年、日活)
- 白銀城の対決 (1960年、日活)
- 渡り鳥いつまた帰る (1960年、日活)
- 赤い夕陽の渡り鳥 (1960年、日活)
- 東京の暴れん坊 (1960年、日活)
- 大草原の渡り鳥 (1960年、日活)
- 錆びた鎖 (1960年、日活)
- 波濤を越える渡り鳥 (1961年、日活)
- ろくでなし稼業 (1961年、日活)
- でかんしょ風来坊 (1961年、日活)
- 大海原を行く渡り鳥 (1961年、日活)
- 助っ人稼業 (1961年、日活)
- 高原児 (1961年、日活)
- 母あちゃん海が知ってるよ (1961年、日活)
- 北帰行より 渡り鳥北へ帰る (1962年、日活)
- 大氷原 (1962年、日活)
- ひとり旅 (1962年、日活)
- 燃える南十字星 (1962年、日活)
- 愛と死のかたみ (1962年、日活)
- 危険な商売 鉛をぶちこめ (1962年、日活)
- 悪名高きろくでなし (1963年、日活)
- 結婚の条件 (1963年、日活)
- 若い東京の屋根の下 (1963年、日活)
- 波浮の港 (1963年、日活)
- 成熟する季節 (1964年、日活)
- 浅草の灯 踊子物語 (1964年、日活)
- 鉄火場破り (1964年、日活)
- 愛と死をみつめて (1964年、日活)
- うず潮 (1964年、日活)
- 意気に感ず (1965年、日活)
- 渡世一代 (1965年、日活)
- 父と娘の歌 (1965年、日活)
- 大空に乾杯 (1966年、日活)
- 青春のお通り 愛して泣いて突っ走れ! (1966年、日活)
- 骨まで愛して (1966年、日活)
- あなたの命 (1966年、日活)
- 新遊侠伝 (1966年、日活)
- 不死身なあいつ (1967年、日活)
- 恋のハイウェイ (1967年、日活)
- 君が青春のとき (1967年、日活)
- ザ・スパイダースのゴーゴー・向う見ず作戦 (1967年、日活)
- 君は恋人 (1967年、日活)
- 花の恋人たち (1968年、日活)
- 赤道を駈ける男 (1968年、アロー・エンタープライズ)
- 花ひらく娘たち (1969年、日活)
- 博徒無情 (1969年、日活)
- 藤田五郎の姐御 (1969年、日活)
- 朱鞘仁義 鉄火みだれ桜 (1969年、日活)
- 朱鞘仁義 お命頂戴 (1969年、日活)
- 夜遊びの帝王 (1970年、東映)
- 女たらしの帝王 (1970年、東映)
- 極悪坊主 飲む打つ買う (1971年、東映)
- 関東兄弟仁義 仁侠 (1971年、東映)
- 悪親分対代貸 (1971年、東映)
- 緋牡丹博徒 仁義通します（1972年、東映）
- 狼やくざ 葬いは俺が出す（1972年、東映）
- 子連れ狼 親の心子の心（1972年、勝プロダクション）
- 夜の歌謡シリーズ なみだ恋（1973年、東映）
- 河内のオッサンの唄 (1976年、東映)
- 河内のオッサンの唄 よう来たのワレ (1976年、東映)
- 流転の海 (1990年、日本テレビ放送網)

### テレビ
- 隼人が来る (1971年、フジテレビ)
- ぶらり信兵衛 道場破り (1973年、フジテレビ)
- 運命峠 (1974年)
- 編笠十兵衛 (1974-75年)
- 子連れ狼（第3部） (1976年、日本テレビ)
- 桃太郎侍（1976年 - 1978年、日本テレビ）
- 新五捕物帳 (1977年、日本テレビ)
- 銭形平次 (1978年、フジテレビ)
- 松本清張の小さな旅館（1981年、テレビ朝日）
- 松本清張の連環（1983年、テレビ朝日）
- 忠臣蔵 (1985年、日本テレビ)
- 白虎隊 (1986年、日本テレビ)
- 田原坂 (1987年、日本テレビ)
- 奇兵隊 (1989年、日本テレビ)
- 霧の橋の決闘！ みちのく紅花女と必殺男・江戸の中小企業がんばる！ (1999年)